# 肖珍
肖珍（1976年12月16日—），出生于四川成都，中国足球运动员，中国国家女子足球队成员，司职守门员。她曾入选2003年国际足联女子世界杯中国队名单，并参加了2004年夏季奥运会女子足球比赛。 